# 方小敏
方小敏（1963年7月—），男，湖南冷水江人，中国地理学家，中国科学院青藏高原研究所研究员、博士生导师，中国青藏高原研究会常务理事，中国科学院院士。